# Ezelino Briante
Ezelino Briante (Napoli, 1901 – Roma, 1971) è stato un pittore italiano.

## Biografia
Nacque a Napoli nel 1901; figlio di artisti musicisti; dopo alcuni studi irregolari si iscrisse all'Accademia di Belle Arti di Napoli, ma dopo alcuni esami, l'abbandonò. Viaggiò in Italia e all'estero (Francia, Svizzera, Svezia, Brasile e Stati Uniti d'America) per essere a contatto con la natura, che amava sin da bambino.
Soggiornò per lungo tempo a Capri.
Si spense a Roma nel 1971.

### Stile
La sua pennellata è corposa, il suo stile è estroso, a volte materico.
Caratteristici sono i suoi porti italiani, soprattutto campani, e celebri le sue marine, raffiguranti Sorrento, Capri, Maiori, la costiera Amalfitana e Sorrentina; curiosi sono i suoi paesaggi montani, i boschi, le case di campagna; rari sono gli scorci di città - Napoli e Venezia - e più rari ancora i borghi montani.
Ezelino Briante solitamente dipingeva ad olio su tavola, su masonite, su cartone e su tela, raramente ha adoperato la tecnica dell'acquarello.

### Opere nei musei
- Museo d'arte di Avellino, Porto di Torre del Greco, olio su tela, 1945.[3]
- Pinacoreca provinciale “C. Giaquinto” di Bari, Paesaggio di Capri, olio su tavola.[4]